# Rue Lamarck
Pour l’article homonyme, voir Rue Lamarck (Toulouse).
La rue Lamarck est une voie située dans le 18e arrondissement de Paris, en France.

## Situation et accès
La rue Lamarck est l'une des plus longues voies du 18e arrondissement de Paris (seules les rues d'Aubervilliers, Belliard, Championnet, Marcadet, Ordener et le boulevard Ney sont plus longs).
La rue Lamarck débute en haut de la butte Montmartre, vers la rue Maurice-Utrillo et la rue du Cardinal-Dubois. Elle part vers le nord et s'enroule autour de la butte en la descendant. Elle traverse la rue Caulaincourt et se poursuit globalement vers l'ouest jusqu'à l'avenue de Saint-Ouen, à l'extrémité ouest de l'arrondissement.
Ce site est desservi par la ligne 12 à la station Lamarck - Caulaincourt et par la ligne 13 à la station Guy Môquet.
Elle a la particularité d'être en sens unique dans les deux sens — mais sur des sections différentes, bien entendu. En effet, de la place Jacques-Froment la circulation est en sens unique d'un côté vers le haut de la butte, et de l'autre vers le bas.

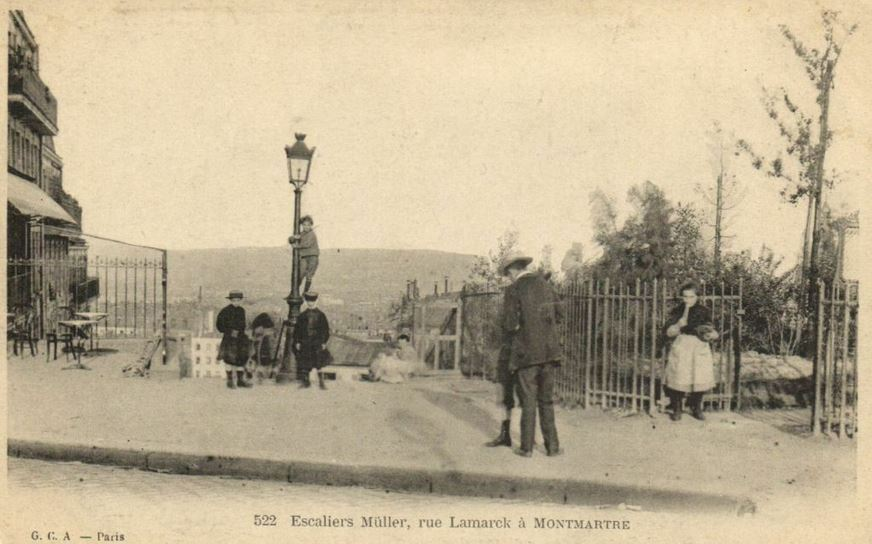
Les escaliers Müller.
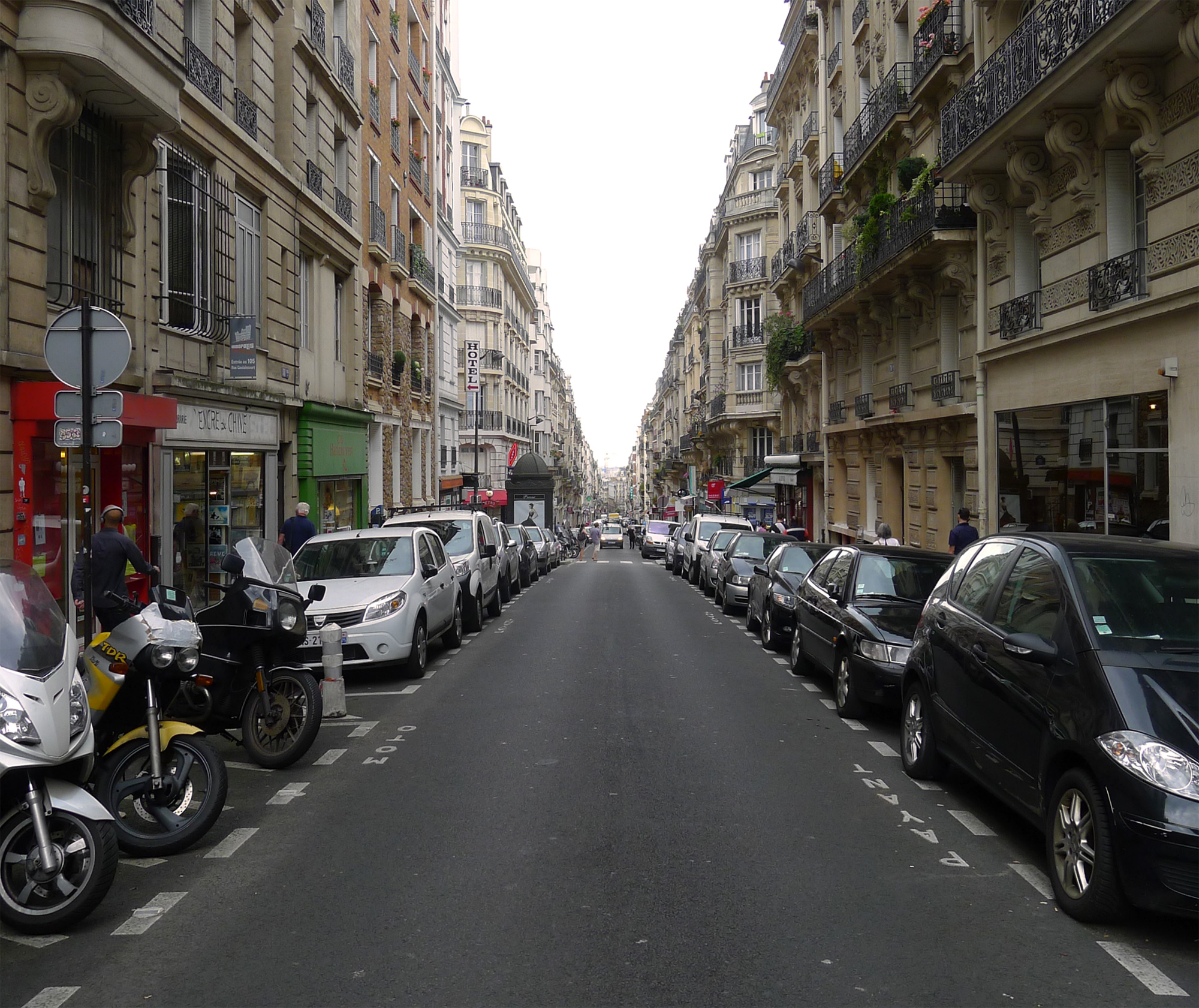
Rue à proximité du métro Lamarck-Caulaincourt.
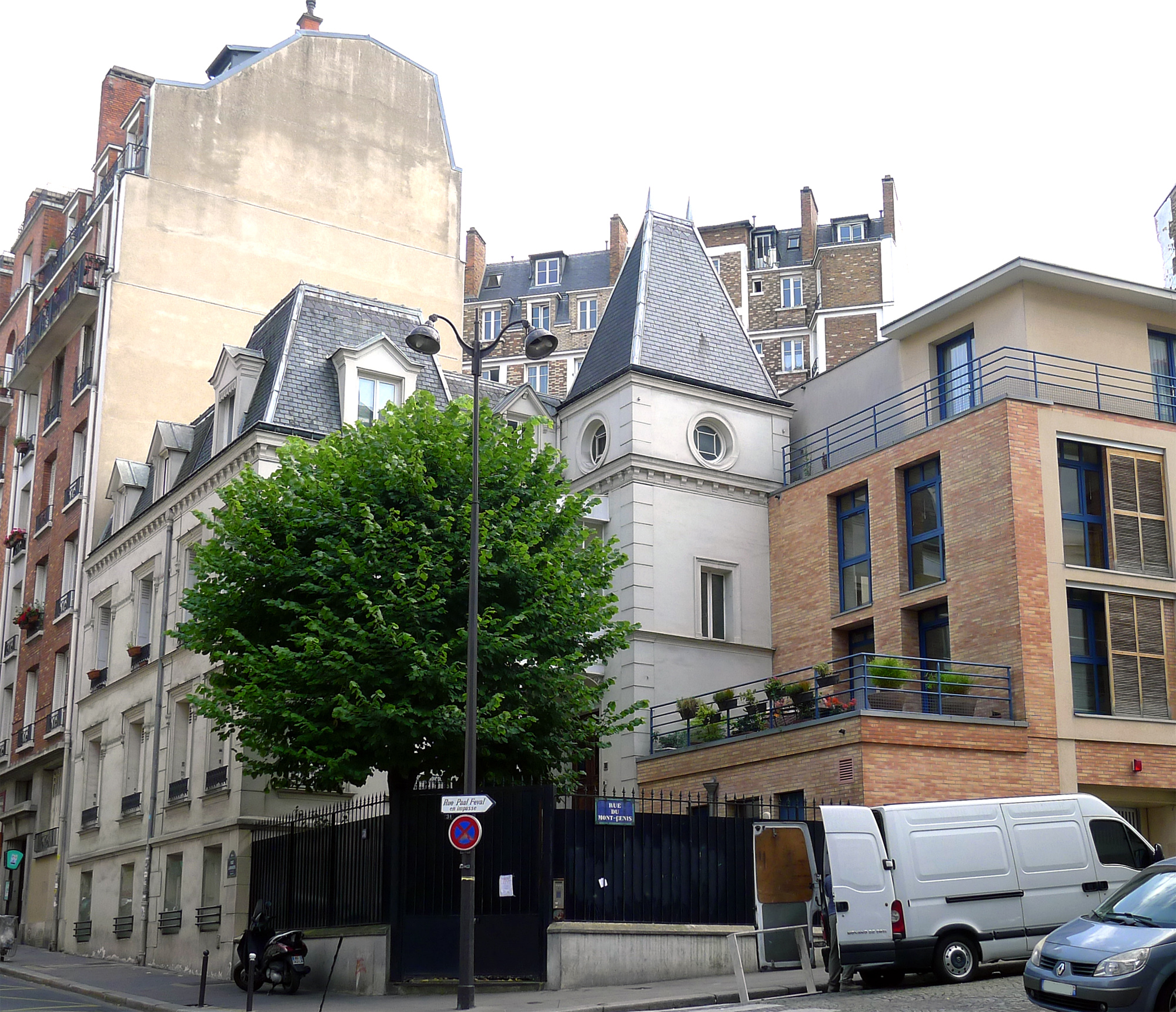
Angle des rues Lamarck (no 31) et du Mont-Cenis (no 28).

## Origine du nom

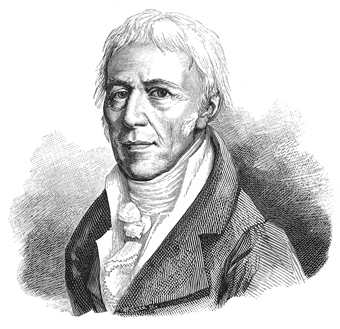
Jean-Baptiste de Lamarck.

Le nom de la rue fait référence au naturaliste Jean-Baptiste de Lamarck (1744-1829), professeur de zoologie des invertébrés au Muséum en 1793. Il a défini une théorie sur l’évolution des êtres vivants avec Philosophie zoologique et  l'Histoire naturelle des animaux sans vertèbres.

## Historique
La rue Lamarck a été créée en plusieurs étapes. La rue est ouverte en 1867 entre la rue du Chevalier-de-La-Barre et la rue Eugène-Carrière. En 1881, elle est prolongée au sud jusqu'à la rue Foyatier. En 1893, elle est prolongée à l'ouest jusqu'à l'avenue de Saint-Ouen. En 1930, l'extrémité sud, entre la rue Maurice-Utrillo et la rue Foyatier, est détachée pour devenir la rue du Cardinal-Dubois.
Dans la nuit du 20 au 21 avril 1944, pendant la Seconde Guerre mondiale, sous l'Occupation, le dépôt ferroviaire voisin de La Chapelle est bombardé par l'aviation alliée, qui prend aussi pour cible un appareil de la DCA allemande installé sur la butte Montmartre. Le quartier alentour est touché. Un témoin raconte : « La rue Lamarck entre ses deux trottoirs est toujours une rivière furieuse. Longeant la balustrade du square, je réalise qu'un chapelet de bombes a atteint le réservoir d'eau près du Sacré-Cœur et les conduites crevées ont formé la rivière ».

## Bâtiments remarquables et lieux de mémoire
- No 16 : ancien emplacement d'un « asile israélite de nuit[3] ». C'est aujourd'hui le siège du Centre israélite de Montmartre.
- No 24 : aujourd'hui Hôtel Ermitage Sacré-Cœur ; on y voit des fresques murales du peintre montmartrois Roland Dubuc.
- No 30 : adresse du siège social de la République de Montmartre[4].
- No 39 : Maurice Asselin, artiste peintre, y vécut.
- No 43 : le peintre suisse Marius Borgeaud y avait son domicile et son atelier.
- No 49 : la créatrice de bijoux Suzanne Belperron y vécut.
- Nos 51 à 53 bis : emplacement des thermes romains, dits de « la fontaine du But »[5].

- No 122 : le peintre franco-argentin Ruben Camacho y vécut.
- Sous l'Occupation allemande, l'Union générale des israélites de France (UGIF) possède dans cette rue un centre d'accueil destiné aux enfants juifs[6].

## À la télévision, au cinéma et dans la littérature
Dans Jésus-la-Caille, qu'il publie en 1914, Francis Carco fait remarquer que « de la rue Lamarck, on voit tout Paris ».
En 1911, le peintre Jean-Gabriel Domergue aurait engagé comme « homme de ménage » celui qui se fera plus tard connaître sous le nom de Lénine.
- C'est ainsi que Domergue le raconte, un demi-siècle plus tard, dans une émission de télévision[7],[8].
- Dans le film Un homme et une femme, réalise par Claude Lelouch en 1966, l'héroïne jouée par Anouk Aimée vit rue Lamarck. Vers la vingtième minute du film, à l'homme qui la raccompagne (Jean-Louis Trintignant) et ne connaît pas la rue Lamarck, elle répond « C'est pourtant dans cette rue que Jean-Gabriel Domergue un peu avant 1917 engagea un domestique russe qui s'appelait Vladimir Oulianov. Il a appris bien après que c'était Lénine. »
- Dans son livre Stedevaart naar Paris, paru en 2020, Jan Brokken rapporte qu'il se dit que Domergue aurait chargé Lénine de livrer à vélo ses commandes depuis son atelier de la rue Lamarck, mais Brokken juge cette anecdote peu plausible, rappelant que Lénine vivait à cette époque dans le 14e arrondissement de Paris avec sa famille[9].